# اچ‌ام‌اس فوردهام (ام۲۷۱۷)
اچ‌ام‌اس فوردهام (ام۲۷۱۷) (به انگلیسی: HMS Fordham (M2717)) یک کشتی بود که طول آن ۱۰۶ فوت ۶ اینچ (۳۲٫۴۶ متر) بود. این کشتی در سال ۱۹۵۶ ساخته شد.